# Loketní kost

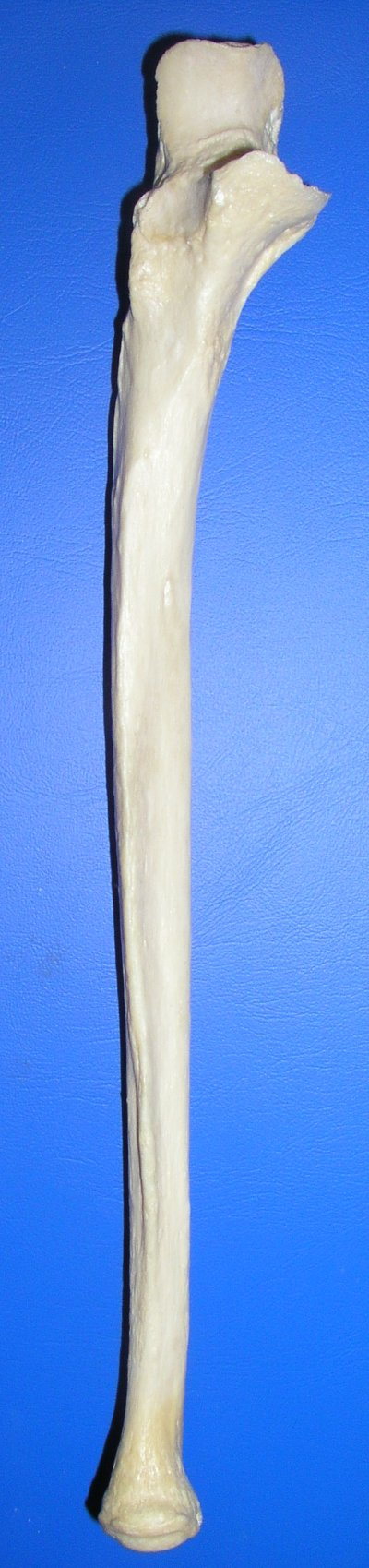
Loketní kost

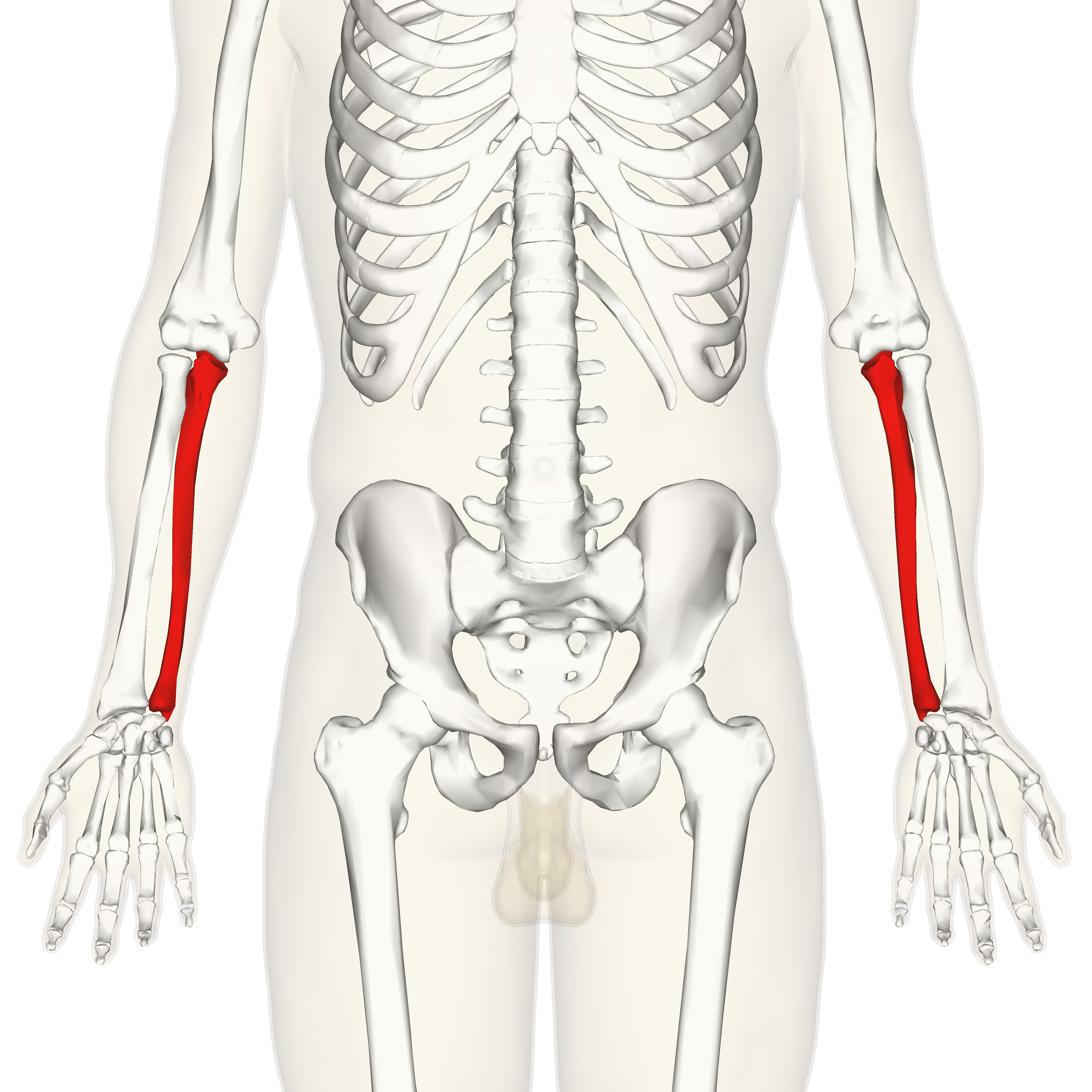
Pozice loketní kosti v lidské kosterní soustavě

Loketní kost (ulna) je dlouhá kost u obratlovců (včetně lidského těla), která tvoří část kostry člověka v horní končetině. Na masivnějším zakončení se spojuje s kladkou pažní kosti, na užší straně (distální konec) pak je zakončena hlavicí loketní kosti (caput ulnae) s úzkou kloubní plochou pro artikulaci s vřetenní kostí. Při distální epifýze se nachází bodcovitý výběžek processus styloideus ulnae, který se často láme při pádu.
Spolu s vřetenní kostí tvoří u člověka předloktí. Loketní kost je na distální straně spojená ulnokarpálním skloubením se zápěstím, které je zesíleno vazem ligamentum collaterale carpi ulnare. Na proximální straně (při lokti) se nachází výběžek olecranon ulnae, který je u žen méně vyvinutý, a proto u nich může docházet k hyperextenzi při extenzi loketního kloubu.